# Ajuricaba
Ajuricaba is een gemeente in de Braziliaanse deelstaat Rio Grande do Sul. De gemeente telt 7.374 inwoners (schatting 2009). De plaats werd genoemd naar een historische leider van de Manaó.

## Geboren
- Carlos Eduardo Marques (1987), voetballer